# Blauwe rook
Blauwe rook is een stripalbum dat voor het eerst is uitgegeven in december 2000 met Denis Lapière als schrijver, Rubén Pellejero als tekenaar en Yves Amateis als grafisch ontwerper. Deze uitgave werd uitgegeven door Dupuis in de collectie vrije vlucht.